# ヘルメスベルガー四重奏団

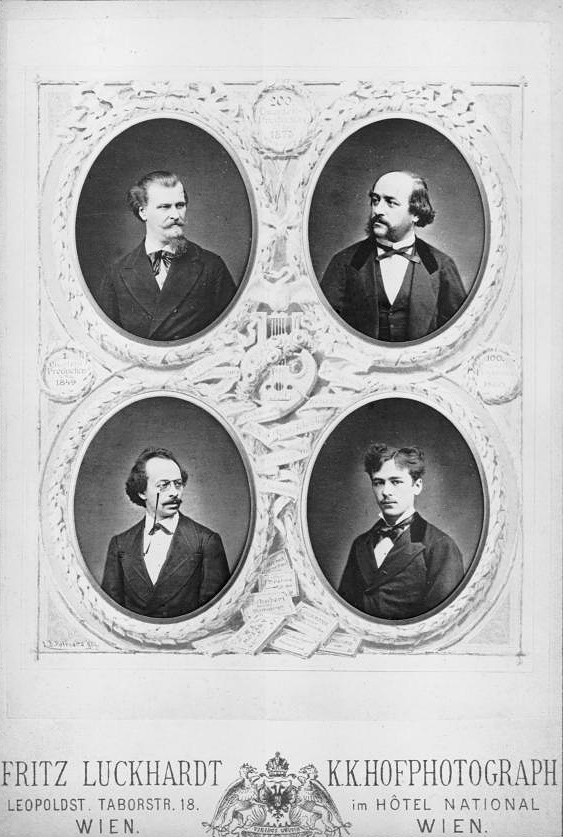
1872年頃のヘルメスベルガー四重奏団。ハインリヒ・レーファー、ヨーゼフ・ヘルメスベルガー1世、ジギスムント・バハリヒ、ヨーゼフ・ヘルメスベルガー2世

ヘルメスベルガー四重奏団は、1849年にウィーンで結成された弦楽四重奏団。ヨーゼフ・ヘルメスベルガー1世が創設したこの楽団は、固定の名前を冠した初の弦楽四重奏団だった。

## 構成
ヴァイオリニストのレオポルト・ヤンサが1845年に弦楽四重奏団を組織した。1849年にヘルメスベルガーがヤンサの跡を継ぎ、他の団員はそのまま残った。最初のメンバー編成は次の通り。
- ヨーゼフ・ヘルメスベルガー1世 （第1ヴァイオリン）
- カール・ハイスラー （第2ヴァイオリン）
- マティアス・ドゥルスト （ヴィオラ）
- カール・シュレジンガー （チェロ）

この四重奏団の構成は「1860年代半ばまで非常に安定」していた。
ある時の編成は次のようだった。
- ヨーゼフ・ヘルメスベルガー1世 （第1ヴァイオリン）
- アドルフ・ブロツキー （第2ヴァイオリン） 1870年にウィーンを後にした
- ジギスムント・バハリヒ （ヴィオラ）
- ダーヴィト・ポッパー （チェロ） 1868年から1870年[2]

ヘルメスベルガーの息子であるヨーゼフ・ヘルメスベルガー2世が1870年に同団に加盟して第2ヴァイオリンを担当、1887年に楽団長となった。
ヘルメスベルガー1世の息子で2世の弟であるフェルディナント・ヘルメスベルガーも1883年に入団、チェロを担当した。

## 影響
この四重奏団はベートーヴェン、シューベルト、ブラームスの作品の演奏を通じて、ウィーンの音楽界で重要な役割を果たした。シューベルトやブラームスの作品では幾度か初演も務めている。
1881年に書かれたドヴォルザークの弦楽四重奏曲第11番 作品61はヘルメスベルガー四重奏団の委嘱により作曲された作品である。
1849年11月4日に開催されたデビューコンサートのプログラムには、ハイドンの弦楽四重奏曲第77番、ルイ・シュポーアのピアノ三重奏曲 イ短調 作品124、ベートーヴェンの弦楽四重奏曲第7番が選ばれた。